# 閆麗夢
闫丽梦（1983年—），前香港大学公共卫生学院传染病研究中心的病毒和免疫学博士后研究员。因2020年4月底前往美国後指控中華人民共和國政府製造2019冠状病毒病病毒而受到關注。

## 生平
閆麗夢出生於青島市，大學於中南大学湘雅医学院临床医学七年制本硕连读，期間獲得中国大陆医生资格证，2009年毕业，毕业论文《板栗刺及稻谷致眼外伤29例临床分析》，2014年在南方醫科大學獲得眼科博士學位，毕业论文《普萘洛尔对小鼠角膜碱烧伤模型中新生血管抑制作用的实验研究》。2014加入香港大学公共卫生学院潘烈文H5实验室，2016博士后研究传染病方向，2019年12月研究嚴重急性呼吸道症候群冠狀病毒2型。
到美國之前，她在香港大學做博士後，主要從事疫苗、抗體和細胞免疫學研究。香港大學公共衛生學院曾發出一份新聞稿，題為《港大醫學院利用金倉鼠動物實驗模型研究新型冠狀病毒（SARS-CoV-2）的傳播模式並發現或可解釋患者暫時喪失嗅覺的機制》 （页面存档备份，存于），閆麗夢被列為并列第一作者，表明其曾對新型冠狀病毒有過研究。另外，閆麗夢也曾在專業期刊《自然》和《刺針》上發表過病毒動力學相關論文。
閆麗夢現受聘於賓夕法尼亞大學佩雷爾曼醫學院。
丈夫“馬亨”（Ranawaka A. P. M. Perera），為來自斯里蘭卡的香港大學公共衛生學院研究助理教授，過去多年在香港大學研究新冠病毒和其他傳染性病毒引起的流行病，夫妻也曾是同事並一起做相關方面研究合作寫文章，直到閆出走美國。

## 2019冠状病毒病疫情生化武器論

### 傳媒訪問
2020年1月初，她聲稱她把掌握的信息透露给流亡美国的中国商人郭文贵的屬下“路德”王定刚。并在王定刚的Youtube賬號「路德社」于2020年1月19日發布的影片中称嚴重急性呼吸綜合症冠狀病毒2型「來自解放軍舟山蝙蝠病毒」。2020年4月28日，閆麗夢離開香港前往美國，宣傳她認為的2019冠状病毒病的「真相」，她及後接受美國多間傳媒訪問。
7月10日閆麗夢接受福克斯新闻獨家訪問。
閆麗夢於訪問時指出，2019年年末，港大醫學院公共衞生學院公共衞生實驗室科學分部主任潘烈文教授曾要求她觀察當時正於中國出現，類似SARS的「奇怪群聚感染」。
於是，据称，閆麗夢經人脈，找到一位於中國疾病預防控制中心工作的科學家朋友，該名科學家持有病例的第一手資料，並於12月31日告訴閆麗夢疾病能夠人傳人。另外她指出，於2019年12月底至1月初，中国大陆部分医生已在微信群内告诫同事嚴重急性呼吸綜合症冠狀病毒2型可以人传人，她更於福克斯新闻的獨家訪問中展示微信對話給記者，但福克斯新闻因私隱問題以馬賽克處理全部微信對話內容，觀眾無法看清任何具體文字。閆麗夢曾向潘烈文報告初期發現，但對方只是點頭並請她繼續工作。2020年1月9日，世界衛生組織發聲明指，根據中華人民共和國政府資料，病毒「不會輕易在人與人之間傳播」，亦未有太多資料確定群聚感染的整體風險。7日後（即1月16日），閆麗夢再向潘烈文報告發現。潘烈文回應要「保持安靜，以及小心」，並叫閆麗夢不要觸碰底線，否則雙方均會「有麻煩，以及會被消失」。1月20日，中國稱病毒可能人傳人。閆麗夢指控中華人民共和國政府早就知道嚴重急性呼吸綜合症冠狀病毒2型，同時指責世界衛生組織與中國共同掩蓋真相。她認為自己有責任說出真相，也知道中華人民共和国政府如何對待吹哨人。她認為如果自己於中國說出指控，她將會「被消失以及被殺」。另外，她指控中華人民共和國政府企圖摧毀她的名譽以及用黑客攻擊來使她噤聲，又認為自己生命正受威脅。           
8月5日，閆麗夢接受美國網媒《美國聲音》（英語：America's Voice News）訪問。閆麗夢指控世界衞生組織為中華人民共和國政府「掩飾無數謊言」。她認為中共政府擅於透過「權威」來操縱言論並獲得信任，現在則利用世衛來對付西方國家。即使世界衞生組織到中國調查都要聽從中華人民共和國外交部的指揮，指世衛2月底曾派專家到武漢調查，聲稱「中國政府防疫做得很好」，但文件沒有承認武漢病毒研究所新發傳染病研究中心主任石正麗發現的「RaTG13 病毒」。
另外，閆麗夢又指，於實驗室工作時「從來不會只造一種病毒」，暗示中共手上有更多病毒。閆麗夢表明全球應追究到底，日後又會完整公開科學報告，解釋2019冠状病毒病病毒的來源。               
8月11日，閆麗夢接受美國新聞頻道《Newsmax TV》訪問。她認為新型冠狀病毒SARS-CoV-2並非大自然的產物，是中國軍方研究所從蝙蝠身上發現的ZC45病毒與ZXC21病毒等兩種冠狀病毒改造而成。                            
8月15日，閆麗夢接受英國《每日郵報》訪問。閆麗夢指自己調查中國疫情時發現有家族感染群組，她以自己研究冠狀病毒的專業判斷和經驗，得出病毒可以人傳人的結論。但當時，中國政府的官方立場是病毒不會人傳人，社區不會有疫情的風險。
閆麗夢調查期間曾嘗試接觸中國大陸的同行，但多數人三緘其口、不願多談。她其中一名在武漢的醫生好友只表示當地「沒有隔離設施」，前線醫護「也沒有保護裝備，但又不能公開討論情況」。2020年1月，閻麗夢在港大實驗室的上司又指示她研究貉是否新型冠狀病毒中間宿主的問題。閻麗夢形容此命令「莫名其妙」。因為華中一帶的人很少食貉這種野味。
閻麗夢透露自己第一次對外發放關於2019冠状病毒病的消息是在2020年1月19日，她在實驗室撰稿，並把稿件以拍照方式傳送給YouTube上的時事評論人路德。幾天後，她指自己曾在網上匿名披露2019冠状病毒病病毒其實來自解放軍實驗室。4月，閻麗夢收到路德通知，指中國的國安人員已開始追查消息來源，當閻麗夢把消息轉告丈夫馬亨時，丈夫因擔心無法逃出中國共產黨控制，故拒絕和閻麗夢出走。因此，閻麗夢於4月28日獨自登上飛往美國洛杉磯的飛機。抵達洛杉磯時，她遊說美國海關人員不要把她遣返，最後獲美國情報人員接見。
閻麗夢說，自己到達洛杉磯後幾小時，自己的家和辦公室都被搜查，還在中國內地的家人也被調查人員盤問以及被迫公開指摘她。內地的社交網也出現各種污衊她人格的傳言。

### 關於疫情本質來源之论文
2020年9月14日，閆麗夢等四位博士在学术资源库网站zenodo上發表未经同行评议的有關新型冠狀病毒相關報告《Unusual Features of the SARS-CoV-2 Genome Suggesting Sophisticated Laboratory Modification Rather Than Natural Evolution and Delineation of Its Probable Synthetic Route》，內容從基因、結構及文獻為證提出病毒為中國軍方實驗室人工強化功能的高度可能性及可能的人造合成方式。
2020年10月8日，闫丽梦等再次在学术资源库网站zenodo上發表同樣有关新型冠狀病毒相关的第二份报告《SARS-CoV-2 Is an Unrestricted Bioweapon: A Truth Revealed through Uncovering a Large-Scale, Organized Scientific Fraud》，再次論證病毒來源並批判中國政府與相關人士之大規模造假掩蓋。
2020年11月，閆麗夢等博士在學術資源庫網站zenodo上發表《CNN Used Lies and Misinformation to Muddle the Water on the Origin of SARS-CoV-2》，指控CNN用謊言與假資訊攪混水以掩蓋真相。 2021年1月，閆麗夢等在她透過爆料革命「路德時評」發表影片一周年時刊出《Call for the WHO Team to Investigate the Pangolin Coronaviruses and the RmYN02 Bat Coronavirus》，要求世衛組織在疫情爆發一年多之後應該對中國從事真正關鍵的調查。
2021年3月31日，閆麗夢等再發表68頁的第三篇論文報告《The Wuhan Laboratory Origin of SARS-CoV-2 and the Validity of the Yan Reports Are Further Proved by the Failure of Two Uninvited "Peer Reviews"》，以回應兩篇評論來進一步指控SARS
-CoV-2病毒是中國共產黨政權與包括軍方在內的實驗室群所改造的更具致病性、傳染力、殺傷力的超限生物武器。

#### 科学界对论文的批評
2020年9月16日，密歇根州立大学基因学专家凯文·博德（Kevin Bird）以及华盛顿大学的生物学教授卡尔·伯格斯特罗姆都发现，这篇论文挂靠的研究机构，分别是「法治协会」（Rule of Law Society）和「法治基金会」。这两家机构由班农一手创建。根据「法治协会」网站去年公布的文件显示，班农还曾担任这家组织的主席。这两家机构，此前都没有进行过任何的学术研究。而在谷歌学术内，也没有这两家机构的信息。卡尔·伯格斯特罗姆认为，这篇论文奇怪且毫无根据。哥伦比亚大学病毒学专家安吉拉·拉斯穆表示：「基本上，这些论文内研究都是推测的，有些甚至是完全虚构的。」
2020年9月17日，赫芬顿邮报采访了東海大學医学部生物基因组研究专家中川草对于此篇论文的看法，中川草表示：「所属机构不是研究机关，是一个基金会，而且也不是个人署名。是谁写的，谁对这篇论文负有责任？这点上很含糊。」认为论文的样式与一般科学论文的样式不符。对于论文论据之一、所谓「新冠病毒发生了其他近亲病毒中不存在的特有变异」这一说法，中川表示：「今年5月，当代生物学杂志上发布了一种名为‘RmYN02’的、来自蝙蝠的冠状病毒，也有与COVID-19类似的序列，这在领域内专家中是众所周知的。如果真的对新冠病毒的起源进行调查的话，很难不知道那篇论文，因此我怀疑论文作者刻意地不去触及那方面内容，选择性地书写想让人看到的信息。」对论文中描述嚴重急性呼吸綜合症冠狀病毒2型人工合成方法的内容，中川表示：「关于病毒的人工合成，从技术上来说是可能的。但是，迄今为止的人工合成技术，基本上是以制作已存在的病毒为目的。冠状病毒的基因组结构非常复杂，也有许多尚未了解的性质。因此从合理性来看，这是一个几乎不可能的故事。」对于这篇论文的整体印象，中川做出了这样的总结：「花如此大的力气，写出这么荒唐无稽的东西，到底有何居心？我认为这篇论文里没有科学的议论，而是为了政治而作。」
2020年9月18日，美國國家地理雜誌，採訪了兩位病毒學家：美國Scripps研究中心的Kristian Andersen，和美國華盛頓大學教授卡尔·伯格斯特罗姆。兩位專家指出閻麗夢的論文是非科學的，忽視了大量已有關於動物與人病毒傳播的研究結果，傳播陰謀論。該文章又提到英國格拉斯哥大學病毒基因學者David Robertson指出閻麗夢論文是偽科學的，只是摘取了一些例子，排除了證據，得到荒謬的設想（“It's encroaching on pseudoscience, really. This paper just cherry-picked a couple of examples, excluded evidence, and came up with a ridiculous scenario.”）卡耐基梅隆大学的病毒学家基沙娜·泰勒（Kishana Taylor）则认为，第一份报告对病毒的遗传数据「充满了矛盾的说法和不合理的解释」。
2020年9月21日，约翰·霍普金斯大学布隆伯格公共卫生学院卫生安全中心的高级学者吉吉·奎克·格隆瓦尔（Gigi Kwik Gronvall）则表示她和学院的其他多位专家已经布隆伯格公共卫生学院的官方网站上联合发表了一篇文章对閻麗夢的报告提出质疑并反驳其在报告中提出的「人工构建病毒」观点。
2020年10月13日，纽约时报就閻麗夢发表的第二篇报告采访了多位专家。哥伦比亚大学病毒学专家安吉拉·拉斯穆表示她在此文发表当天，就在Twitter上批评该研究：「
荒谬、毫无根据，它伪装成科学证据，但实际上只是彻头彻尾的灾难。」她还表示「非同寻常的主张也需要非同寻常的证据，这篇论文并没有拿出来。」耶鲁大学疾病生态学家布兰登·奥格布努则表示科学家要想确定这个传播链中到底是哪些动物携带了病毒，可能需要相当长的时间—这不可避免地令病毒起源描述中的某些部分含糊不清，而和其他许多阴谋论一样，这篇报告「利用了正在进行的调查中的未解决问题。」并称「我们非常清楚这种病毒（COVID-19）是如何传播和扩散到人类身上的。」吉吉·奎克·格隆瓦尔则表示报告中指出的在嚴重急性呼吸綜合症冠狀病毒2型及其近亲的基因组中发现的、被认为奇怪的特征，实际上根本不是危险信号。病毒经常在动物宿主之间移动，沿途改变它们的遗传物质—有时甚至与其他病毒交换基因组片段。嚴重急性呼吸綜合症冠狀病毒2型中许多所谓的异常，也出现在其他病毒基因组中。她还表示报告中认为嚴重急性呼吸綜合症冠狀病毒2型是被「人工设计」成危险病毒的说法也是「一派胡言」：「科学家们对病毒的了解还不足以预测哪些突变会增加病毒的致命性，更不用说在实验室中将这些突变改造成新的病原体。如果像闫丽梦和她的同事所描述的那样，从如此杂乱的基因模板中构建新冠病毒，会给科学家带来巨大的人力物力障碍。」安吉拉·拉斯穆则表示，在「构建病毒」这样的过程中，需要研究人员费力对病毒基因组的数千个单独基因进行修补——「这是一种极其低效的科学策略。」

### 港大回應
2020年7月11日，香港大學回应称：闫丽梦已離職，关于闫丽梦的有关报道内容与我们理解的关键事实不相符，但尊重個人的表達自由，個人意見和看法均不代表港大。又指閻麗夢在2019年12月至2020年1月期間，從未在港大進行她於福克斯新闻訪問中提到的研究。但是事實上多篇相關研究文章有閆麗夢的署名，並且是第二作者。港大又說不會就傳言評論，亦不會對此事進一步回應。
2020年7月12日，港大醫學院院長梁卓偉指他不認識閻麗夢，對事件沒有補充。
2020年7月15日，香港大學公共衛生學院院長、日裔美籍科學家福田敬二發佈一則聲明：香港大學相關研究人員從未進行所謂「秘密研究」，閆麗夢指控並不屬實。此外，福田敬二曾在一則內部聲明中提醒公共衛生學院及本校相關人士，須注意媒體「懷有敵意、誘導性」的傾向，謹慎提供相關研究和關於本次事件的信息。

## 爭議與批評
2020年9月13日，閻麗夢以@LiMengYAN119的帳號加入推特，兩天後即被推特以宣揚2019冠狀病毒病相關阴谋論和虛假信息為由停用其賬號，閆麗夢聲稱自己被封禁是因為「中方出手」，她是「中國政府想要消失的目標」。差不多同一時間，福斯新聞政論節目《卡爾森今夜秀》主持人塔克·卡森對她的採訪影片被臉書加上查核標籤。9月16日，臉書回應指閆麗夢所聲稱的自己能證明病毒是實驗室製造已經被多個事實核查機構證實是假信息。
在接受《卡爾森今夜秀》的採訪時，閆麗夢声称自己的母亲已经四次被中国当局逮捕，目前仍被关押在北京，并提到她的论文已由美国政府高层人事和顶尖专家预览过，他们都“对此深信不疑”，几周后，卡尔森在节目中说，他不能认可闫丽梦的理论。不管怎样，他还是把她请回来做嘉宾，详细发布了她最新的声明：她告诉他，她的母亲被中国政府逮捕了。但纽约时报在10月通过手机联系闫丽梦的母亲时，她说自己从未遭到逮捕，并且已经有几个月没有和女儿通话了，“他们阻止女儿和我们联系，”她的母亲说，她指的是郭文贵和“路德”王定刚。。
2020年9月18日，中国科普作家、网络名人方舟子在新语丝上发表评论驳斥閻麗夢有关「新冠病毒人造」的说法，并对其学术背景提出质疑。他表示「閻麗夢在中国大陆受的是医学教育，读博士学位时的课题并不是研究病毒，而是眼科和病毒一点关系都没有。……如果闫博士真的发现了在病毒基因组序列里头有什么样的秘密能够证明是人为制造的，别人怎么可能发现不了呢？怎么轮得到她一个学医出身的、才研究了几个月的病毒的人来发现呢？」
與郭文貴、班農相關的YouTube頻道KO3316（其Twitter賬號因違反Twitter規則已被凍結）長期為閆麗夢做專訪，閻麗夢在專訪中詳細談及自己的想法及政見，但未涉及其與郭文貴的關係。有消息稱郭文貴答應向閆麗夢贈送旗下公司股份、巨額獎金及在美工作機會。閆麗夢因此赴美，她的家人為此「非常着急」，想與閆麗夢對話但被拒。並指閆麗夢的父母和同學認為，閆麗夢是被郭文貴及前美國白宮前首席策略師班農脅逼與控制。
2020年11月20日，《纽约时报》發文，指控闫丽梦事件是由郭文贵和班农“精心设计”的，他们兩個帮助闫丽梦前往美国，合伙将其“包装成可以推销给美国公众的吹哨人”，闫丽梦及其毫无根据的说法为美国極右翼提供了一件利器，美国极右翼利用社交媒体，引用闫丽梦的謊言以制造有关2019冠状病毒病起源的阴谋論，散播假信息，迎合美國社會日益高涨的種族主義，分散人们对特朗普政府应对疫情失败的关注。

## 外部連結
- 閆麗夢的 Gab帳戶 （页面存档备份，存于）